# Danh sách cơ sở dữ liệu học thuật và công cụ tìm kiếm
Danh sách cơ sở dữ liệu học thuật và công cụ tìm kiếm chứa danh sách đại diện các cơ sở dữ liệu và công cụ tìm kiếm chính hữu ích trong môi trường học thuật để tìm và truy cập các bài viết trong các tạp chí, kho lưu trữ, hoặc các bộ sưu tập các bài báo khoa học và các bài báo khác.
Vì sự phân biệt giữa cơ sở dữ liệu và công cụ tìm kiếm không rõ ràng đối với các hệ thống thu hồi tài liệu phức tạp này, hãy xem:
1. Danh sách công cụ tìm kiếm cho các công cụ tìm kiếm đa mục đích có thể được sử dụng cho mục đích học tập
2. Cơ sở dữ liệu thư mục để biết thông tin về cơ sở dữ liệu cung cấp thông tin thư mục về việc tìm sách và bài báo.

Lưu ý rằng "miễn phí" hoặc "đăng ký" có thể tham khảo cả tính sẵn có của cơ sở dữ liệu hoặc của các bài báo tạp chí bao gồm. Điều này đã được chỉ ra là chính xác nhất có thể trong các danh sách bên dưới.

## Danh sách cơ sở dữ liệu
| Tên                                                                           | Lĩnh vực                                                                        | Mô tả | Chi phí truy cập                            | Nhà cung cấp |
| ----------------------------------------------------------------------------- | ------------------------------------------------------------------------------- | --- | ------------------------------------------- | --- |
| Academic Search                                                               | Đa ngành                                                                        | Các phiên bản: Complete, Elite, Premier, và Alumni Edition | Đăng ký                                     | EBSCO Publishing |
| Aerospace & High Technology Database                                          | Vũ trụ, Hàng không, Du hành vũ trụ                                              | | Đăng ký                                     | ProQuest |
| African Journals OnLine (AJOL)                                                | Đa ngành                                                                        | Tạp chí học thuật ở châu Phi | Đăng ký, Miễn phí tóm tắt                   | African Journals OnLine |
| AgeLine                                                                       | Xã hội học, Lão khoa                                                            | Bao gồm thông tin về các chủ đề liên quan đến lão hóa, bao gồm kinh tế, sức khoẻ cộng đồng và chính sách. | Đăng ký                                     | EBSCO Publishing |
| AGRICOLA: Agricultural Online Access                                          | Nông nghiệp                                                                     | | Đăng ký & từng phần miễn phí                | Do Thư viện Nông nghiệp Quốc gia Hoa Kỳ xuất bản và cung cấp truy cập miễn phí Truy cập đăng ký được cung cấp bởi ProQuest, OVID. |
| AGRIS: Agricultural database                                                  | Nông nghiệp                                                                     | Bao gồm nông nghiệp, lâm nghiệp, chăn nuôi, khoa học thủy sản và thủy sản, dinh dưỡng con người, tài liệu khuyến nông từ hơn 100 quốc gia tham gia. Tài liệu bao gồm các tài liệu xám độc đáo như các báo cáo khoa học và kỹ thuật chưa được công bố, các luận án, các bài báo hội nghị, các ấn phẩm của chính phủ, v.v... | Miễn phí                                    | Tài liệu của Tổ chức Lương thực và Nông nghiệp Liên Hợp Quốc. AGRIS |
| Airiti Inc                                                                    | Đa ngành                                                                        | | Đăng ký                                     | Airiti Inc |
| Analytical Abstracts                                                          | Hóa học                                                                         | | Đăng ký                                     | Hội Hóa học Hoàng gia |
| Analytical sciences digital library                                           | Hóa học phân tích                                                               | | Miễn phí                                    | Thư viện số Khoa học Quốc gia Hoa Kỳ và Ban Hóa phân tích của Hiệp hội Hóa học Hoa Kỳ |
| Anthropological Index Online                                                  | Nhân chủng học                                                                  | Chỉ có chỉ số (không có tóm tắt và bài). | Miễn phí                                    | Viện Nhân học Hoàng gia Anh và Ireland |
| Anthropological Literature                                                    | Nhân chủng học                                                                  | | Đăng ký, Miễn phí cho thành viên Harvard    | Đại học Harvard bảo trì. Truy cập phi Harvard do OCLC (Online Computer Library Center) cung cấp |
| Arachne                                                                       | Khảo cổ học, Lịch sử nghệ thuật                                                 | Tiếng Đức | Miễn phí                                    | Viện Khảo cổ học Đức & Đại học Cologne |
| Arnetminer                                                                    | Máy tính                                                                        | Dịch vụ trực tuyến dùng để lập chỉ mục và tìm kiếm các mạng xã hội học thuật | Miễn phí                                    | Đại học Thanh Hoa |
| Arts & Humanities Citation Index                                              | Nghệ thuật, Nhân văn                                                            | Thành phần của Web of Science | Đăng ký                                     | Clarivate Analytics |
| arXiv                                                                         | Vật lý, Toán học, Máy tính, Khoa học phi tuyến, Sinh học định lượng và Thống kê | Kho lưu trữ các bản in điện tử các bài báo trong lĩnh vực toán học, vật lý, thiên văn học, khoa học máy tính, sinh học định lượng, số liệu thống kê và tài chính định lượng. | Miễn phí                                    | Đại học Cornell |
| ASCE Library                                                                  | Xây dựng dân dụng                                                               | tất cả các ngành kỹ thuật dân dụng bao gồm kỹ thuật kết cấu, kỹ thuật địa kỹ thuật, kỹ thuật giao thông, kỹ thuật xây dựng, kỹ thuật môi trường, cơ khí kỹ thuật, tính bền vững, nguồn nước, thủy lợi. thủy văn, thủy văn, đường thủy, quy hoạch đô thị, vùng lạnh... | Đăng ký, miễn phí tóm tắt                   | Hiệp hội Kỹ sư Dân dụng Hoa Kỳ |
| Association for Computing Machinery Digital Library                           | Máy tính, Kỹ thuật                                                              | | Đăng ký                                     | Association for Computing Machinery |
| Astrophysics Data System                                                      | Vật lý thiên văn, Địa vật lý, Vật lý                                            | | Miễn phí                                    | Đại học Harvard |
| ATLA Religion Database                                                        | Nghiên cứu tôn giáo                                                             | Cung cấp thông tin về các chủ đề như nghiên cứu Kinh thánh, tôn giáo thế giới, lịch sử nhà thờ, và tôn giáo trong các vấn đề xã hội | Đăng ký                                     | [ 21 ] |
| AULIMP: Air University Library's Index to Military Periodicals                | Quân sự                                                                         | Chỉ mục của thư viện trường Đại học Hàng không đối với các tạp chí quân sự | Miễn phí                                    | Đại học Hàng không Hoa Kỳ |
| BASE: Bielefeld Academic Search Engine                                        | Đa ngành                                                                        | | Miễn phí                                    | Đại học Bielefeld |
| Beilstein database                                                            | Hóa hữu cơ                                                                      | | Đăng ký                                     | Có sẵn từ Elsevier với tên sản phẩm Reaxys |
| Biological Abstracts                                                          | Sinh học                                                                        | Một tập hợp đầy đủ các tài liệu tham khảo thư mục bao gồm khoa học đời sống và nghiên cứu sinh học được xuất bản từ hơn 4.000 tạp chí trên thế giới. | Đăng ký                                     | Có sẵn ở Thomson Reuters |
| BioOne                                                                        | Sinh học, Sinh thái học, và Khoa học môi trường                                 | Tập hợp toàn văn của hơn 180 tạp chí khoa học xuất bản nghiên cứu hiện tại về Bảo tồn đa dạng sinh học, sinh học, sinh thái học, khoa học môi trường, côn trùng học, khoa học thực vật, và động vật học. | Đăng ký, miễn phí tóm tắt                   | Có ở BioOne |
| Bioinformatic Harvester                                                       | Sinh học, Tin sinh học                                                          | Một công cụ tìm kiếm meta cho 50 cơ sở dữ liệu sinh học chính và các dự án. | Miễn phí                                    | Có sẵn ở Liebel-Lab KIT Viện Công nghệ Karlsruhe |
| Book Review Index Online                                                      | Đánh giá sách                                                                   | | Đăng ký                                     | Thomson Gale |
| Books In Print                                                                | Sách                                                                            | | Đăng ký                                     | R.R. Bowker |
| CAB Abstracts                                                                 | Kỹ thuật sinh học                                                               | Dịch vụ thông tin thư mục cung cấp truy cập vào văn học khoa học đời sống ứng dụng. | Đăng ký                                     | CABI |
| Chemical Abstracts Service                                                    | Hóa học                                                                         | | Đăng ký                                     | Hiệp hội Hóa học Hoa Kỳ |
| Chemisches Zentralblatt Structural Database                                   | Khoa học, Hóa học                                                               | ứng dụng dựa trên web cung cấp truy cập độc lập ngôn ngữ các thông tin có trong Chemisches Zentralblatt | Đăng ký                                     | Có ở InfoChem |
| ChemXSeer                                                                     | Hóa học                                                                         | | Miễn phí                                    | Đại học Quốc gia Pennsylvania |
| Chinese Social Science Citation Index                                         | Khoa học xã hội                                                                 | | Đăng ký                                     | Đại học Nam Kinh |
| Cochrane Library                                                              | Y học, Chăm sóc sức khoẻ                                                        | Bao gồm các bài đánh giá của nghiên cứu để thúc đẩy chăm sóc sức khoẻ dựa trên bằng chứng. | Đăng ký                                     | Wiley Interscience |
| CINAHL: Cumulative Index to Nursing and Allied Health                         | Y tá, Y tế cộng đồng                                                            | | Đăng ký                                     | EBSCO |
| CiNii                                                                         | Đa ngành                                                                        | Cơ sở dữ liệu 15 triệu bài tiếng Nhật từ 3600 tạp chí | Đăng ký, Miễn phí tóm tắt                   | Viện Tin học Quốc gia Nhật Bản |
| CHBD: Circumpolar Health Bibliographic Database                               | Y học                                                                           | | Miễn phí                                    | Đại học Calgary |
| Citebase Search                                                               | Toán học, Máy tính, Vật lý                                                      | Chỉ số trích dẫn bán tự trị của nghiên cứu trực tuyến miễn phí | Miễn phí                                    | Đại học Southampton |
| CiteULike                                                                     | Máy tính                                                                        | | Miễn phí                                    | |
| CiteSeer                                                                      | Máy tính                                                                        | Thay thế bởi CiteSeerX. | Miễn phí                                    | Đại học Quốc gia Pennsylvania |
| CiteSeerX                                                                     | Máy tính, Thống kê, Toán học, trở thành đa ngành                                | | Miễn phí                                    | Đại học Quốc gia Pennsylvania |
| Civil engineering database                                                    | Xây dựng dân dụng                                                               | Cơ sở dữ liệu thư mục bao gồm tất cả các ấn phẩm của ASCE kể từ năm 1872 | Miễn phí                                    | Hiệp hội Kỹ sư Dân dụng Hoa Kỳ |
| CogPrints: Cognitive Sciences Eprint Archives                                 | Khoa học (Tổng quát)                                                            | | Miễn phí                                    | Đại học Southampton |
| The Collection of Computer Science Bibliographies                             | Máy tính                                                                        | | Miễn phí                                    | Alf-Christian Achilles |
| Compendex                                                                     | Kỹ thuật                                                                        | Phiên bản điện tử của Chỉ số Kỹ thuật (Engineering Index). | Đăng ký                                     | Elsevier |
| Current Index to Statistics                                                   | Thống kê                                                                        | Tìm kiếm miễn phí có hạn chế | Đăng ký                                     | Hiệp hội Thống kê Hoa Kỳ và Viện Thống kê Toán học Hoa Kỳ |
| Current Contents                                                              | Đa ngành                                                                        | Thành phần của Web of Science. Chứa 7 phân ngành. | Đăng ký                                     | Clarivate Analytics |
| Directory of Open Access Journals                                             | Tạp chí định kỳ                                                                 | Thư mục Các tạp chí Truy cập mở (DOAJ) liệt kê hơn 10.000 tạp chí truy cập mở (tháng 9 năm 2014) trong nhiều lĩnh vực nghiên cứu | Miễn phí                                    | Đại học Lund |
| dblp computer science bibliography                                            | Máy tính                                                                        | Danh sách toàn diện các bài báo từ các hội nghị và tạp chí khoa học máy tính lớn | Miễn phí                                    | Lập bởi Schloss Dagstuhl - Leibniz Center for Informatics và University of Trier, Germany |
| EconBiz                                                                       | Kinh tế                                                                         | EconBiz hỗ trợ nghiên cứu và giảng dạy về kinh tế với điểm nhập trung tâm cho tất cả các loại thông tin cụ thể theo chủ đề và truy cập trực tiếp tới toàn văn. | Miễn phí                                    | Lập bởi ZBW- German National Library of Economics– Leibniz Information Centre for Economics (ZBW) |
| EconLit                                                                       | Kinh tế                                                                         | Cơ sở dữ liệu điện tử của Hiệp hội Kinh tế Hoa Kỳ, nguồn tham khảo quan trọng nhất của thế giới về văn học kinh tế. | Đăng ký                                     | Lập bởi Hiệp hội Kinh tế Mỹ. Có sẵn ở EBSCOhost, ProQuest, OVID, và AEA. |
| EMBASE                                                                        | Y sinh học, Dược lý học                                                         | Cơ sở dữ liệu y sinh học với trọng tâm nhấn mạnh về nghiên cứu dược phẩm và dược học. | Đăng ký                                     | Elsevier |
| ERIC: Educational Resource Information Center                                 | Giáo dục                                                                        | Văn học giáo dục và các nguồn lực. Cung cấp truy cập tới hơn 1,3 triệu hồ sơ từ năm 1966. | Miễn phí                                    | Lập bởi Bộ Giáo dục Hoa Kỳ. Dành cho đăng ký tại OCLC, CSA. |
| Europe PMC                                                                    | Y học, y sinh học                                                               | Một cơ sở dữ liệu về văn học y sinh học và khoa học đời sống có quyền truy cập vào các bài báo nghiên cứu và trích dẫn toàn văn Bao gồm các công cụ khai thác văn bản và liên kết tới các bộ dữ liệu về phân tử và dữ liệu bên ngoài. Một đối tác trong PMC International . | Miễn phí                                    | EMBL-EBI |
| FSTA – Food Science and Technology Abstracts                                  | Khoa học thực phẩm, công nghệ thực phẩm, dinh dưỡng                             | Cơ sở dữ liệu hàng đầu thế giới về thông tin về khoa học thực phẩm, công nghệ thực phẩm và dinh dưỡng | Đăng ký                                     | Lập bởi IFIS Publishing. FSTA có thể truy cập qua EBSCOhost, IHS Inc., Ovid, Proquest Dialog, STN và Web of Science. |
| GENESIS                                                                       | Lịch sử phụ nữ                                                                  | Mô tả về các bộ sưu tập lịch sử của phụ nữ từ các nguồn ở Anh quốc, cũng như các trang web lịch sử của phụ nữ. | Miễn phí                                    | Đại học London Metropolitan |
| GeoRef                                                                        | Khoa học Trái Đất                                                               | | Đăng ký                                     | Viện Khoa học Trái Đất Hoa Kỳ |
| Global Health                                                                 | Sức khỏe cộng đồng                                                              | Cơ sở dữ liệu thư mục, tóm tắt và lập chỉ mục chuyên ngành dành cho nghiên cứu và thực hành y tế cộng đồng. | Đăng ký                                     | CABI |
| Golm Metabolome Database                                                      | Khối phổ ký                                                                     | Cơ sở dữ liệu Metabolome Golm (GMD) là thư viện khối phổ ký tham khảo các chất chuyển hóa sinh học được định lượng bằng cách sử dụng sắc ký khí (GC) kết hợp với quang phổ khối (MS). | Tự do tìm kiếm, đăng ký truy cập đầy đủ     | Golm Metabolome Database |
| Google Scholar                                                                | Đa ngành                                                                        | | Miễn phí                                    | Google |
| GoPubMed                                                                      | Y học                                                                           | GoPubMed, công cụ tìm kiếm dựa trên tri thức đầu tiên cho ngành công nghiệp khoa học sự sống. | Miễn phí                                    | Transinsight |
| HCI Bibliography                                                              | Giao diện người-máy tính                                                        | Thư mục điện tử cho hầu hết các HCI cho các nhà nghiên cứu, nhà phát triển, nhà giáo dục và sinh viên | Miễn phí                                    | Gary Perlman |
| HubMed                                                                        | Y học                                                                           | Một giao diện thay thế cho cơ sở dữ liệu y văn PubMed | Miễn phí                                    | Alf Eaton |
| IEEE Xplore                                                                   | Máy tính, Kỹ thuật, Điện tử học                                                 | | Đăng ký                                     | IEEE |
| Index Copernicus                                                              | Đa ngành khoa học                                                               | Cơ sở dữ liệu tạp chí khoa học - danh sách chủ của IC Journal - hiện có trên 2.500 tạp chí từ khắp nơi trên thế giới, bao gồm 700 tạp chí từ Ba Lan. Các tạp chí đăng ký trong cơ sở dữ liệu này đã trải qua quá trình thông số nghiêm ngặt, đa chiều, chứng tỏ chất lượng cao. Bộ Khoa học và Giáo dục Đại học đã công nhận danh sách các tạp chí IC Journal bằng cách đặt nó vào danh sách các cơ sở dữ liệu được đánh giá, vì việc lập chỉ mục trong các tạp chí JML của IC có thêm điểm trong quá trình đánh giá của Bộ . | Miễn phí                                    | Index Copernicus International |
| Information Bridge: Department of Energy Scientific and Technical Information | Đa ngành                                                                        | Cầu Thông tin: DOE Scientific and Technical Information cung cấp truy cập miễn phí đại chúng tới hơn 266.000 tài liệu toàn văn và trích dẫn thư mục của báo cáo nghiên cứu của Bộ Năng lượng Hoa Kỳ (DOE). Các tài liệu chủ yếu từ năm 1991 trở đi và được sản xuất bởi DOE, cộng đồng nhà thầu DOE, và/hoặc DOE. Tài liệu thừa kế được thêm vào khi chúng có sẵn dưới dạng điện tử. | Miễn phí                                    | Bộ Năng lượng Hoa Kỳ, Văn phòng Thông tin Khoa học và Kỹ thuật |
| Informit                                                                      | Đa ngành                                                                        | Tập hợp các cơ sở dữ liệu thư mục và các tạp chí thư mục Australasia | —                                           | RMIT Publishing |
| IngentaConnect                                                                | Đa ngành                                                                        | | Đăng ký, Miễn phí tóm tắt                   | Ingenta |
| Indian Citation Index                                                         | Đa ngành                                                                        | Chỉ số trích dẫn của Ấn Độ (Indian Citation Index - ICI) là cơ sở dữ liệu bài tóm tắt và trích dẫn, với nội dung kiến thức khách quan đa ngành từ khoảng 1000 tạp chí học giả hàng đầu của Ấn Độ. Nó cung cấp công cụ tìm kiếm mạnh mẽ để thực hiện các mục đích tìm kiếm và đánh giá cho các nhà nghiên cứu, các nhà hoạch định chính sách, các nhà hoạch định chính sách v.v. | Đăng ký                                     | Indian Citation Index (ICI) |
| IARP                                                                          | Đa ngành                                                                        | Hệ thống quản lý tri thức truy cập mở kết hợp các khoản tài trợ, ấn phẩm, hội nghị trong khoa học tự nhiên và xã hội & hành vi. Trang web cung cấp công cụ để xây dựng báo cáo đồ họa. | Miễn phí                                    | Volunteer Collaboration |
| Inspec                                                                        | Vật lý, Kỹ thuật, Máy tính                                                      | Cơ sở dữ liệu thư mục hàng đầu cung cấp tóm tắt và lập chỉ mục cho các bài báo khoa học và kỹ thuật trên thế giới về vật lý, điện tử, truyền thông, kỹ thuật điều khiển, máy tính, công nghệ thông tin, sản xuất, chế tạo và cơ khí. | Đăng ký                                     | Cơ quan Kỹ thuật và Công nghệ Anh quốc (IET, Institution of Engineering and Technology) |
| INSPIRE-HEP                                                                   | Vật lý, (Vật lý hạt)                                                            | | Miễn phí                                    | CERN, DESY, Fermilab, SLAC vIHEP à |
| International Directory of Philosophy                                         | Triết học                                                                       | Chứa thông tin về các khoa và chương trình triết học đại học, các xã hội triết học, các trung tâm nghiên cứu, các tạp chí và các nhà xuất bản triết học ở Mỹ, Canada, và khoảng 130 quốc gia khác. | Miễn phí, đăng ký để truy cập đầy đủ        | Philosophy Documentation Center |
| Isidore                                                                       | Nhân văn, Khoa học xã hội                                                       | Isidore là một nền tảng tìm kiếm cho phép truy cập dữ liệu số của Khoa học Nhân văn và Khoa học Xã hội. Nó dựa vào các nguyên tắc của Web dữ liệu và cung cấp truy cập vào dữ liệu trong truy cập miễn phí. | Miễn phí                                    | Huma-Num |
| JournalSeek                                                                   | Đa ngành                                                                        | Tạp chí truy cập mở với ngôn ngữ khác nhau | Links to journal's home page and publishers | JournalSeek |
| JSTOR: Journal Storage                                                        | Đa ngành                                                                        | JSTOR Collections: Current Journals; Archived Journals (first issue through 3–5 years ago); Books; and Primary Source Collections FREE Resources: 3 articles every 2 weeks (Register and Read Program, archived journals). Also, early journals (prior to 1923 in US, 1870 elsewhere) free, no registry necessary. | Miễn phí có đăng ký                         | JSTOR |
| Jurn                                                                          | Đa ngành                                                                        | Jurn is a free-to-use online search tool for finding and downloading free full-text scholarly works. In 2014 Jurn expanded beyond Tạp chí truy cập mở in the arts and humanities, to also index open journals in ecology, science, biomedical, business and economics. Jurn is actively curated and maintained. | Miễn phí                                    | Jurn |
| Lesson Planet                                                                 | Giáo dục (K-12)                                                                 | Over 400,000 teacher-reviewed classroom resources including lesson plans, worksheets, educational videos, and education articles. | Đăng ký, Miễn phí tóm tắt                   | Lesson Planet |
| LexisNexis                                                                    | Luật (Tổng quát)                                                                | Electronic database for legal and public-records related information | Đăng ký                                     | Reed Elsevier |
| Lingbuzz                                                                      | Ngôn ngữ học                                                                    | A free archive of linguistics articles, with a focus on syntax, semantics, phonology and morphology. | Miễn phí                                    | Center for Advanced Study in Theoretical Linguistics, University of Tromsø |
| MathSciNet                                                                    | Toán học                                                                        | Available in print as Mathematical Reviews | Đăng ký                                     | American Mathematical Society |
| MedlinePlus                                                                   | Y học                                                                           | | Miễn phí                                    | Lập bởi United States National Library of Medicine, the United States National Institutes of Health, and the United States Department of Health and Human Services |
| Mendeley                                                                      | Đa ngành                                                                        | The Mendeley research catalog is a crowdsourced database of research documents. Researchers have uploaded nearly 100M documents into the catalog with additional contributions coming directly from subject repositories like Pubmed Central and Arxiv.org or web crawls. | Miễn phí                                    | Mendeley |
| Merck Index                                                                   | Hóa học, Sinh học, Dược lý học                                                  | Also available in print. | Đăng ký                                     | Trước đây lập bởi Merck & Co., now available from the Hội Hóa học Hoàng gia |
| Meteorological and Geoastrophysical Abstracts                                 | Khí tượng, Vật lý thiên văn, Địa chất                                           | | Đăng ký                                     | Lập bởi American Meteorological Society. Available from Dialog and CSA. |
| NBER: National Bureau of Economic Research                                    | Kinh tế                                                                         | | Miễn phí                                    | National Bureau of Economic Research |
| Microsoft Academic                                                            | Đa ngành                                                                        | Provides many innovative ways to explore scientific papers, conferences, journals, and authors | Miễn phí                                    | Microsoft |
| MyScienceWork                                                                 | Science                                                                         | Database includes more than 70 million scientific publications and 12 million patents. | Miễn phí                                    | MyScienceWork |
| National Criminal Justice Reference Service                                   | Criminology, Sociology                                                          | Abstracts of scholarly journal articles, agency and NGO reports, and conference proceedings | Miễn phí                                    | United States Department of Justice, Office of Justice Programs |
| National Diet Library Collection                                              | Đa ngành                                                                        | Japanese. Catalog for the National Library of Japan. | —                                           | National Diet Library |
| OAIster                                                                       | Đa ngành                                                                        | | Miễn phí                                    | OCLC |
| OpenEdition.org                                                               | Nhân văn, Khoa học xã hội                                                       | OpenEdition offers the academic community four international-scale publication and information platforms in the humanities and social sciences | Miễn phí                                    | Cléo (UMS 3287) CNRS EHESS University of Avignon |
| OpenSIGLE                                                                     | Grey literature                                                                 | Indexes European grey literature. | Miễn phí                                    | Institut de l'information scientifique et technique |
| Philosophy Documentation Center eCollection                                   | Triết học, Đạo đức ứng dụng, Nghiên cứu tôn giáo                                | Journals, series, conference proceedings, and other works from several countries online. | Đăng ký, Miễn phí tóm tắt & xem trước       | Philosophy Documentation Center |
| Philosophy Research Index                                                     | Triết học                                                                       | Index of books, journals, disserations, and other documents | Đăng ký                                     | Philosophy Documentation Center |
| PhilPapers                                                                    | Triết học                                                                       | | Miễn phí                                    | PhilPapers |
| POIESIS: Philosophy Online Serials                                            | Triết học, Đạo đức ứng dụng, Nghiên cứu tôn giáo                                | Journals and series, online access for institutions with print | Đăng ký, Miễn phí tóm tắt và xem trước      | Philosophy Documentation Center |
| POPLINE                                                                       | Dân số, Kế hoạch hóa gia đình, sức khoẻ sinh sản                                | POPLINE® contains the world's most comprehensive collection of population, family planning and related reproductive health and development literature. An international resource, POPLINE helps program managers, policy makers, and service providers in low- and middle-income countries and in development-supportive agencies and organizations gain access to journal articles and other scientific, technical, and programmatic publications.                                                                           | Miễn phí                                    | Knowledge for Health, Center for Communication Programs, Johns Hopkins Bloomberg School of Public Health |
| Project MUSE                                                                  | Nhân văn, Khoa học xã hội                                                       | Project MUSE is a provider of digital humanities and social science content for the scholarly community. MUSE provides full-text versions of scholarly journals and books. | Đăng ký                                     | Project MUSE, Johns Hopkins University Press |
| PsycINFO                                                                      | Tâm lý học                                                                      | The largest resource devoted to peer-reviewed literature in behavioral science and mental health. It contains over 3.7 million records with bibliographic information and extensive indexing, more than 60 million cited references, and has comprehensive coverage dating back to the mid-19th century, with sporadic coverage going back as far as the 16th century. | Đăng ký                                     | Lập bởi APA. Available from several database vendors. |
| Psychology's Feminist Voices                                                  | Tâm lý học                                                                      | An online, multimedia digital archive containing the profiles of 250 feminist psychologists who have shaped and continue to transform the discipline of psychology. Profiles are organized in two sections, "Women Past" and "Feminist Presence." All profiles on the Feminist Presence section contain original interview transcripts and video clips with the psychologist discussing their feminist development and academic career.                                                                                       | Miễn phí                                    | Đặt tại Đại học York, Toronto, Canada. |
| PubChem                                                                       | Hóa học                                                                         | | Miễn phí                                    | National Center for Biotechnology Information and the U.S. National Library of Medicine |
| Pubget                                                                        | Đa ngành                                                                        | | Đăng ký                                     | Pubget |
| PubMed                                                                        | Y sinh học                                                                      | A database primarily of references and abstracts on life sciences and biomedical topics | Miễn phí                                    | National Institutes of Health and the U.S. National Library of Medicine |
| PubPsych                                                                      | Tâm lý học                                                                      | PubPsych is a free information retrieval system for psychological resources. It offers a comprehensive and balanced selection of resources from a growing number of international databases with a European focus, covering the needs of academic and professional psychologists. | Miễn phí                                    | Leibniz Institute for Psychology Information |
| Questia: Online Research Library                                              | Đa ngành (Lịch sử)                                                              | | Đăng ký                                     | Questia |
| Readers' Guide to Periodical Literature                                       | Tạp chí định kỳ                                                                 | Coverage: 1983-đến nay. | Đăng ký                                     | H. W. Wilson Company |
| Reader's Guide Retrospective: 1890–1982                                       | Tạp chí định kỳ                                                                 | | Đăng ký                                     | H. W. Wilson Company |
| RePEc: Research Papers in Economics                                           | Kinh tế                                                                         | | Miễn phí                                    | Volunteer Collaboration |
| Retina medical search                                                         | Y sinh học                                                                      | Biomedical resources with special focus for medical professionals. Searches among physician level standard documents eliminating patient level materials. | Miễn phí                                    | Retina medical search |
| Rock's Backpages                                                              | Âm nhạc                                                                         | Tài liệu chính từ lịch sử rock and roll | Miễn phí hạn chế có đăng ký                 | Backpages Limited |
| Russian Science Citation Index                                                | Tạp chí khoa học                                                                | Cơ sở dữ liệu thư mục các ấn phẩm khoa học bằng tiếng Nga. | Miễn phí                                    | Scientific Electronic Library |
| SafetyLit                                                                     | Đa ngành                                                                        | Trích dẫn và tóm tắt các bài báo và báo cáo của các nhà nghiên cứu làm việc trong hơn 35 chuyên ngành khác nhau (kiến trúc - động vật học) có liên quan đến việc ngăn ngừa thương tích không chủ ý, bạo lực và tự gây tổn hại. | Miễn phí                                    | SafetyLit Foundation hợp tác với Graduate School of Public Health, Đại học Quoosc gia San Diego và Cục Phòng chống Bạo lực và Thương tích của Tổ chức Y tế Thế giới |
| SciELO                                                                        | Tạp chí                                                                         | SciELO is a bibliographic database and a model for cooperative electronic publishing in developing countries originally from Brazil. It contains 985 scientific journals from different countries in free and universal access, full-text format. | Miễn phí                                    | FAPESP, CNPq và BIREME |
| Science.gov                                                                   | Đa ngành                                                                        | A gateway to government science information and research results. Science.gov provides a search of over 45 scientific databases and 200 million pages of science information with just one query, and is a gateway to over 2000 scientific Websites. | Miễn phí                                    | Science.gov Alliance, 18 scientific and technical organizations from 14 federal agencies that contribute to Science.gov. United States Department of Energy, Office of Scientific and Technical Information serves as the operating agent for Science.gov.                                               |
| Science Accelerator                                                           | Đa ngành                                                                        | A gateway to results of DOE research and development and major R&D accomplishments of interest to DOE. | Miễn phí                                    | United States Department of Energy, Office of Scientific and Technical Information. |
| Science Citation Index                                                        | Khoa học (Tổng quát)                                                            | Thành phần của Web of Science | Đăng ký                                     | Clarivate Analytics |
| ScienceOpen                                                                   | Đa ngành                                                                        | Search engine for natural and physical sciences, social sciences, and humanities. Incorporates arXiv, PubMed, and SciELO. Integrated with ORCID for overlay and peer review services. All articles display Altmetric scores. | Miễn phí                                    | ScienceOpen |
| Scientific Information Database (SID)                                         | Công nghệ kỹ thuật, Y học, Khoa học cơ bản, Khoa học nhân văn                   | It is a free bank with multipurpose goals, containing Engineering & Technology, Medical, Basic Science, Human Sciences papers. | Miễn phí                                    | Scientific Information Database |
| SCIndeks - Serbian Citation Index                                             | Đa ngành                                                                        | A combination of an online multidisciplinary bibliographic database, a national citation index, an Open Access full-text journal repository and an electronic publishing platform. | Miễn phí                                    | CEON/CEES - Centre for Evaluation in Education and Science, Serbia |
| Scopus database                                                               | Đa ngành                                                                        | Scopus is the world's largest abstract and citation database of peer-reviewed research literature. It contains over 20,500 titles from more than 5,000 international publishers. While it is a subscription product, authors can review and update their profiles via ORCID.org or by first searching for their profile at the free Scopus author lookup page. | Đăng ký                                     | Elsevier |
| SearchTeam                                                                    | Đa ngành                                                                        | Students search together collaboratively for scholarly articles and resources | Miễn phí                                    | Zakta |
| Semantic Scholar                                                              | Máy tính                                                                        | It is designed to quickly highlight the most important papers and identify the connections between them. It includes currently only computer science publications. | Miễn phí                                    | Allen Institute for Artificial Intelligence |
| Social Science Citation Index                                                 | Khoa học xã hội                                                                 | Thành phần của Web of Science | Đăng ký                                     | Clarivate Analytics |
| Socol@r: Socolar                                                              | Đa ngành                                                                        | Scholarly open access resources in different language | Đăng ký, Miễn phí tóm tắt                   | Socolar |
| SPRESI Database                                                               | Khoa học, Hóa học                                                               | chemical structure and reaction database, product name: SPRESIweb, SPRESImobile | Đăng ký                                     | Available from InfoChem |
| SSRN: Social Science Research Network                                         | Khoa học xã hội                                                                 | Contains an abstracts database and an electronic paper collection, arranged by discipline. | Miễn phí                                    | Social Science Electronic Publishing, Inc. |
| Sparrho                                                                       | Đa ngành                                                                        | Sparrho is a personalised platform that allows users to discover, curate and share over 60 million scientific research articles and patents from 45k+ journals and preprint servers. | Miễn phí                                    | Sparrho |
| SpringerLink                                                                  | Đa ngành                                                                        | | Đăng ký, Miễn phí tóm tắt và xem trước      | Springer |
| Ulrich's Periodicals Directory                                                | Tạp chí định kỳ                                                                 | | Đăng ký                                     | ProQuest |
| VET-Bib                                                                       | Khoa học xã hội, Giáo dục                                                       | European vocational education and training (VET) literature | Miễn phí                                    | European Centre for the Development of Vocational Training |
| Web of Science                                                                | Đa ngành                                                                        | Includes other products, such as Social Science Citation Index, Science Citation Index, Biological Abstracts & The Zoological Record | Đăng ký                                     | Clarivate Analytics |
| WestLaw                                                                       | Luật (Tổng quát)                                                                | | Đăng ký                                     | Thomson Reuters |
| WorldCat                                                                      | Đa ngành                                                                        | Unified catalog of member libraries' catalogs | Đăng ký & từng phần miễn phí                | OCLC |
| WorldWideScience                                                              | Đa ngành                                                                        | WorldWideScience is a global science gateway composed of national and international scientific databases and portals. WorldWideScience accelerates scientific discovery and progress by providing one-stop searching of databases from around the world. Multilingual WorldWideScience provides real-time searching and translation of globally dispersed multilingual scientific literature. | Miễn phí                                    | The WorldWideScience Alliance, a multilateral partnership, consists of participating member countries and provides the governance structure for WorldWideScience. United States Department of Energy, Office of Scientific and Technical Information serves as the operating agent for WorldWideScience. |
| Zasshi Kiji Sakuin: Japanese Periodicals Index                                | Tạp chí                                                                         | Tiếng Nhật | —                                           | National Diet Library's Online Catalog, MagazinePlus, CiNii |
| Zentralblatt MATH                                                             | Toán học                                                                        | First three records free without subscription. | Đăng ký                                     | Springer Science+Business Media |
| The Zoological Record                                                         | Động vật học                                                                    | Unofficial register of scientific names & papers in Zoology. Từ 1864-đến nay. | Đăng ký                                     | Clarivate Analytics |